# MZ ETS 250
Die Motorräder der Baureihe ETS 250 wurden im VEB Motorradwerk Zschopau in den Jahren 1968 bis 1973 hergestellt. Internationalen Entwicklungstendenzen weg vom Vollschwingenfahrwerk zu Modellen mit Teleskopgabel folgend wurde in Zusammenarbeit mit dem Zentralinstitut für Gestaltung ein solches Motorradmodell auf Basis der MZ ES 250/2 entwickelt. Zudem standen bei der Entwicklung u. a. die Ziele: Tank für mindestens 18 Liter Kraftstoff und sportlich schmale Kotflügel. Die MZ ETS 250 wurde parallel zum bis auf den Vorderbau fast baugleichen Modell ES 250/2 produziert. Die ETS-Baureihe wurde 1969 durch die ETS 125 und ETS 150 ergänzt. Das Kürzel ETS steht herstellerseitig für „Einzylinder, Teleskopgabel, Schwinge“.
Mit einer MZ ETS 250 Trophy Sport lief am 21. Juni 1970 das 1.000.000ste Motorrad seit 1950 in Zschopau vom Band.

## Technik
Zum Bau der neuen Motorräder wurden viele Teile der ES-Modelle unverändert übernommen. Der Rahmen der ES wurde nur geringfügig geändert: Es entfielen die starre Scheinwerferbefestigung, der Lenkanschlag und die Befestigungspunkte für Einzelsitze. Die Aufnahme für das Lenkerschloss musste entsprechend geändert werden und der Scheinwerfer wurde an der Teleskopgabel angebracht. Er hatte anfangs symmetrisches Abblendlicht, 160 mm Durchmesser und war mit einer Zweifadenglühlampe 35/35 W bestückt. Auf diesem Scheinwerfer saß mit einer Abstandshülse recht erhaben das Tachometer. Das Vorderrad hatte abweichend von den ES-Modellen eine Größe von 18 Zoll.
Der augenfällige und das Erscheinungsbild des Motorrades prägende „Büffeltank“ mit einem Fassungsvermögen von rund 22 Litern war eine Neuentwicklung. An den Seitenflächen sind große Kniepolster angebracht. In das Ende der Sitzbank ist ein abschließbares Fach für Bordwerkzeug und Kleinteile integriert. Der Hinterradkotflügel fällt kürzer als bei der ES aus und die Seitenteile sind in der Form geändert.
Für den Antrieb wurde der schlitzgesteuerte Zweitakt-Motor MM 250/2 eingesetzt. Er war vor Serienanlauf der ES 250/2 konstruktiv überarbeitet und die Leistung geringfügig gesteigert worden. Erreicht wurde die Leistungssteigerung durch eine Änderung der Einlasspartie zwischen Vergaser und Zylinder, Änderung der Steuerzeiten sowie eine höhere Verdichtung. Für ausgewählte Exportmärkte wurde die Leistung auf 17 PS gedrosselt. Von den Vorgängermodellen, begonnen 1954 mit der RT 125/1, wurde die bewährte Vollkapselung der Sekundärkette mit Kettenschutz aus Gummischläuchen und Kettenkasten aus Duroplast übernommen.
Zum Serienstart der ETS 250 kam es zu einer der wenigen Rückruf-Aktionen im DDR-Fahrzeugbau: 6 Wochen nach Serienbeginn mussten Verkauf und Produktion gestoppt werden. Ursache waren Reklamationen, die auf eine Neigung zur Rissbildung am unteren Klemmkopf der Telegabel hindeuteten. Infolgedessen wurde auf ein anderes Gussverfahren umgestellt, das an Vorserien-Maschinen bereits angewendet worden war, weshalb der Fehler in der Erprobung nicht auffiel. Bei sämtlichen bis dahin ausgelieferten Maschinen wurde der Austausch des Klemmkopfes veranlasst.

## Modellpflege
Im Laufe ihrer Produktionsdauer wurde die MZ ETS 250 fortlaufend äußerlich und technisch verändert. Ab 1970 wurde ein deutlich verbesserter Scheinwerfer mit asymmetrischem Abblendlicht, 170 mm Lichtaustritt und 40/45 W Leistung verwendet. Diesen hatte MZ bereits zu Serienbeginn gefordert, er konnte von der Zulieferindustrie 1969 jedoch nicht bereitgestellt werden.
Zu Beginn war lediglich die Farbkombination Schwarz/Rot erhältlich. Ab Juni 1971 entfielen die Zierstriche an den Seitendeckeln, der Trophy-Sport-Schriftzug wurde durch Aufkleber ersetzt, die Kotflügel wurden in Silber, Tank und Scheinwerfer in Rot oder Gelb lackiert, die Stoßdämpferhülsen entfielen. Hinzu kamen Schmuckelemente („Halbmonde“) über und unter dem MZ-Schriftzug am Tank.

## Testberichte
Die Zeitschriften Kraftfahrzeugtechnik und Der deutsche Straßenverkehr testeten eine ETS 250 über 7000 Kilometer. Dabei wurden Fahrstabilität und Geradeauslauf gegenüber einem Modell mit Vorderradschwinge positiv herausgestellt. Die Fußrasten sollten jedoch der sportlichen Auslegung entsprechend weiter hinten angeordnet sein. Bemängelt wurde die Qualität des Hinterradreifens, an dem Stollen ausgebrochen waren. Die Bremswirkung an der Testmaschine wurde, da nicht ruckelfrei, als verbesserungswürdig eingestuft. Die Motorleistung erhielt eine gute Bewertung, bemängelt wurde eine schwergängige Kupplung. Im Übrigen wünschte man sich in der Hubraumklasse 250 cm³ ein Fünfganggetriebe. Der Frontscheinwerfer wurde als Rückschritt bewertet, da er gegenüber der ES kein asymmetrisches Abblendlicht bot und auch die Lichtausbeute zu wünschen übrig ließ.
Die Gestaltung des Motorrades wurde als gelungen und zeitgemäß angesehen. Verbessert werden sollten der Vorderradkotflügel und der obere Klemmkopf an der Teleskopgabel.
Im internationalen Presseecho wurde der ETS 250 von vielen Zeitschriften ein sehr gutes Urteil ausgestellt. Übereinstimmend gelobt wurden der kräftige und dennoch zuverlässige Motor, die Bremswirkung, die gekapselte Kette, der gute Fahrkomfort auch für den Sozius und das gute Fahrverhalten. Die Zeitschrift Motorrad schrieb in der Ausgabe 18/1970 zur ETS 250:

„Wer hohen Drehzahlen nichts abgewinnt, wer ein sportliches und solides Motorrad möchte, dessen Unterhalt sparsam ist, dessen Anspruchslosigkeit im Pflegeaufwand sprichwörtlich und dessen Zuverlässigkeit und Fahrleistung erwähnenswert ist, der findet bei der MZ ETS 250 genau das Richtige.“

 Teilweise gab es Kritik an der Schaltung (Komfort, Geräusche). Übereinstimmend und scharf kritisiert wurden die Pneumant-Reifen, die der französischen Moto Revue nach gar den Rekord mangelhafter Bodenhaftung auf nasser Fahrbahn halten.

## Technische Daten
| MZ ETS 250            | MZ ETS 250                                                              |
| --------------------- | ----------------------------------------------------------------------- |
| Baujahre              | 1968–1973                                                               |
| Motor                 | fahrtwindgekühlter Einzylinder-Zweitaktmotor, Kickstarter               |
| Steuerung             | Schlitzsteuerung                                                        |
| Bohrung × Hub         | 69 mm × 65 mm                                                           |
| Hubraum               | 246 cm³                                                                 |
| Verdichtung           | 9 : 1                                                                   |
| Nennleistung          | 19 PS (14 kW) bei 5300/min                                              |
| max. Drehmoment       | 2,6 kpm (25,5 Nm) bei 4700/min                                          |
| Gemischaufbereitung   | BVF-Rundschiebervergaser, Ansaugdurchmesser 28,5 mm                     |
| Schmierung            | Zweitaktgemisch 1 : 33                                                  |
| Zündung               | Batteriezündung, kontaktgesteuert                                       |
| Lichtmaschine         | 6 V – 60–90 W                                                           |
| Batterie              | 6 V – 12 Ah                                                             |
| Bordspannung          | 6 V                                                                     |
| Kupplung              | Mehrscheibenkupplung im Ölbad, mechanisch betätigt                      |
| Getriebe              | 4-Gang-Stirnrad-Wechselgetriebe, klauengeschaltet                       |
| Sekundärübersetzung   | 21/45                                                                   |
| Endantrieb            | Rollenkette (vollgekapselt)                                             |
| Rahmen                | Einrohrrahmen                                                           |
| Maße (L × B × H)      | 2200 × 610 × 1030 mm                                                    |
| Radstand              | 1380 mm                                                                 |
| Radaufhängung vorn    | Teleskopgabel, hydraulisch gedämpft, nicht einstellbar, Federweg 145 mm |
| Radaufhängung hinten  | Langarmschwinge, hydraulisch gedämpft, Federweg 105 mm                  |
| Felgengröße vorn      | Drahtspeichenrad mit Alufelge, 1,85 x 18″                               |
| Felgengröße hinten    | Drahtspeichenrad mit Alufelge, 2,15 x 16″                               |
| Bereifung vorn        | 3.25-18 M/C 55P TT                                                      |
| Bereifung hinten      | 3.50-16 M/C 58P TT                                                      |
| Bremse vorn           | Trommelbremse, ø 160 mm, seilzugbetätigt                                |
| Bremse hinten         | Trommelbremse, ø 160 mm, seilzugbetätigt                                |
| Leergewicht           | 151 kg                                                                  |
| zul. Gesamtgewicht    | 320 kg                                                                  |
| Tankinhalt            | 22 l (Reserve: 1,5 l)                                                   |
| Höchstgeschwindigkeit | 130 km/h                                                                |

## Stückzahlen
Die Produktion der Nullserie begann noch 1968, die Großserienproduktion im Jahr darauf.
| Modell  | Jahr | Jahr | Jahr | Jahr | Jahr | Jahr | Gesamt |
| Modell  | 1968 | 1969 | 1970 | 1971 | 1972 | 1973 | Gesamt |
| ------- | ---- | ---- | ---- | ---- | ---- | ---- | ------ |
| ETS 250 | 21   | 2739 | 4501 | 3698 | 4250 | 1013 | 16.222 |

Von 16.222 gefertigten ETS 250 wurde der Großteil mit 12.723 Stück in der DDR verkauft. Für die Exportmärkte ergibt sich folgende Aufteilung.
| Stückzahl | Nation                 |
| --------- | ---------------------- |
| 1.517     | BR Deutschland         |
| 649       | Frankreich             |
| 634       | Vereinigtes Königreich |
| 182       | Dänemark               |
| 102       | Irak                   |
| 64        | Australien             |
| 62        | Jugoslawien            |
| 61        | Niederlande            |
| 50        | Iran                   |
| 47        | Jemen                  |

| Stückzahl | Nation             |
| --------- | ------------------ |
| 26        | Griechenland       |
| 25        | Sowjetunion        |
| 18        | Norwegen           |
| 13        | Portugal           |
| 9         | Kolumbien          |
| 8         | Ungarn             |
| 7         | Schweiz            |
| 6         | Zypern             |
| 4         | Vereinigte Staaten |
| 3         | Bulgarien          |

| Stückzahl | Nation           |
| --------- | ---------------- |
| 2         | Kuba             |
| 2         | Panama           |
| 1         | Finnland         |
| 1         | Polen            |
| 1         | Ghana            |
| 1         | Tansania         |
| 1         | Tschechoslowakei |
| 1         | Rumänien         |
| 1         | Schweden         |
| 1         | Syrien           |

Mit Stand 1. Januar 2004 waren laut Kraftfahrt-Bundesamt noch 201 (inklusive der vorübergehend stillgelegten) ETS 250 gemeldet.

## Sondermodell ETS Eskort

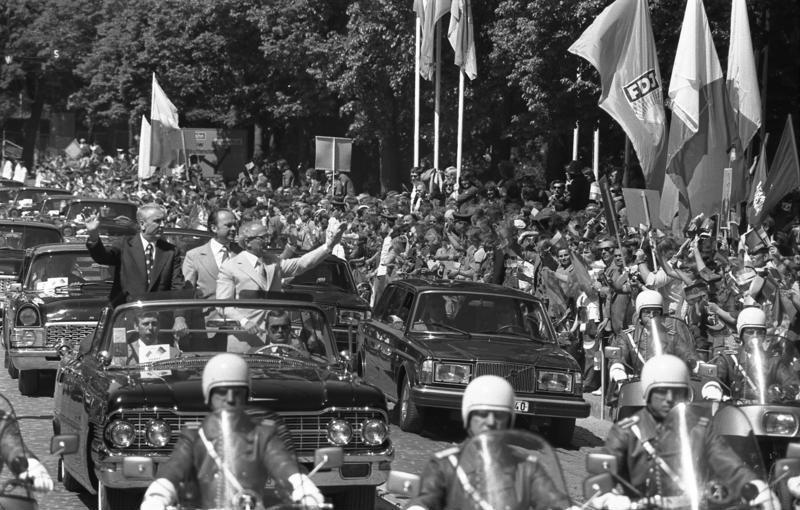
Motorradeskorte mit MZ ETS Eskort bei Staatsbesuch in der DDR (1977)

Die Sonderanfertigung ETS Eskort war als Eskortiermaschine bei Staatsbesuchen vorgesehen. Sie wurde Anfang der 1970er Jahre vom Ministerium für Staatssicherheit in Auftrag gegeben und in einer Stückzahl von 60 Maschinen (30 im Jahr 1973 und 30 in 1975) hergestellt.
30 Maschinen erhielten die eigenen Staatsdienste, weitere 30 wurden nach Ungarn exportiert.
Anders als die Serienmaschine war die Eskort mit dem aus den Geländesportmaschinen stammenden 5-Gang-Getriebe ausgerüstet. Eine Front-Vollverkleidung, der rechteckige Scheinwerfer des Pkw Wartburg 353 sowie Wartburgrückspiegel sind die augenfälligen Merkmale der Eskort. Die Höchstgeschwindigkeit ist mit 120 km/h angegeben. Die Leermasse beträgt rund 160 Kilogramm.

## ETS 175
Nach Recherchen von Enthusiasten, die sich auf Statistiken des VEB MZ stützen, wurde in den Jahren 1969 und 1970 inoffiziell auch eine Variante der Baureihe mit 172 cm³ Hubraum (offenbar mit dem Motor der parallel produzierten ES 175/2) produziert. Von lediglich 113 ausgelieferten ETS 175 wurden 100 Stück nach Thailand, sieben in die Volksrepublik Polen und eine in die Tschechoslowakei exportiert. Fünf Stück blieben in der DDR.